# Batalla de Lesnaia
La batalla de Lesnaia, fou una de les batalles claus de la Gran Guerra del Nord. Tingué lloc el 28 de setembre (C.J.) / 29 de setembre, Calendari suec / 9 d'octubre (C.G.) de 1708 entre un exèrcit Rus de 18.000 homes, manats pels Prínceps Repnin i Ménxikov, i una força Sueca d'aproximadament 13.000 homes, sota el comandament del General Adam Ludwig Lewenhaupt, al poble de Lesnaia, situat a la vora de la frontera entre la Confederació de Polònia i Lituània i Rússia (actualment Liasnaia, al sud-est de Mahiliou a Belarús).

## Antecedents
Les primeres victòries sueques a Copenhaguen i a la Batalla de Narva el 1700 apartaren temporalment tant Dinamarca com Rússia de la guerra. Tanmateix, el Rei Carles XII de Suècia fou incapaç d'acabar veloçment la guerra, lluitant durant vuit anys amb August II el Fort de Polònia i de Saxònia. Mentrestant, Pere I de Rússia reorganitzar el seu exèrcit modernitzant-lo, concentrant-se en l'entrenament de la seva infanteria en l'ús de les tàctiques de combat en línia i armes de foc modernes. Pere el Gran aconseguí una impressionant victòria a Livònia, on establí la ciutat de Sant Petersburg. Com a resposta, Carles ordenà un atac contra el cor del territori rus per assaltar Moscou, des de la seva base de campanya a Polònia.
Lewenhaupt, un dels principals generals de Suècia, era el comandant d'un dels millors exèrcits suecs, amb base al port de Riga. L'estiu de 1708, el rei Carles XII, ordenà que s'encaminés cap al sud amb gran part de les seves forces i s'unís amb l'exèrcit principal, de 25.000 homes, ubicats a Polònia. Lewenhaupt havia de portar un subministraments de munició i menjar per donar suport a l'exèrcit suec en la marxa cap a la capital russa de Moscou.
Tanmateix, Lewenhaupt no pogué recollir els subministraments necessaris i preparar el seu exèrcit en el temps esperat, i el 26 de setembre, després d'esperar Lewenhaupt durant setmanes, Carles XII abandonà el seu campament i decidí envair Ucraïna, esperant arribar a aquell important graner ric abans de l'hivern. En aquell moment, Lewenhaupt es trobava, aproximadament, a 80 milles de la posició de Carles.
Havent observat aquests moviments, Pere decidí atacar la força més petita de Lewenhaupt abans que Carles l'hi pogués donar suport. Menshikov es mogué de pressa per interceptar la força de Lewenhaupt i li impedí creuar el Riu de Sozh amb seguretat. Com cap exèrcit suec no havia estat encara derrotat pels russos en vuit anys de guerra, Lewenhaupt no s'impressionà i es preparà per a lluitar amb l'exèrcit de Pere.

## Batalla
La batalla fou molt disputada i ambdues forces patiren baixes importants. Tard en el dia una tempesta de neu, rar per setembre fins i tot a Rússia, començà. Això desorganitzà les tropes sueques i Lewenhaupt ordenà una retirada tàctica per seguir la seva ordre principal de no arriscar els subministraments. Fou forçat tanmateix a deixar enrere molts vagons de subministrament a causa del terreny. Els suecs utilitzaven els vagons de subministrament abandonats per fer un fort de vagons per cobrir la retirada per sobre del pont sobre el Lesnjanka.
Les forces sueques rebutjaren importants atacs russos contra el fort de vagons, i els atacants patiren pèrdues importants abans de retirar-se.
Durant la resta del dia els vagons de subministrament suecs restants creuaren el pont i la majoria d'ells s'uniren abans del vespre juntament a l'exèrcit principal.
Uns quants mils de soldats suecs s'havien escampat durant la batalla o la retirada i o molts d'ells foren morts o eren capturats per la cavalleria cosaca russa.

## Resultats
Els suecs tingueren 1.000 morts i ferits i 4.000 desapareguts, a causa de la batalla.
En la seva pressa per reunir-se amb l'exèrcit principal de Carles, Lewenhaupt decidí abandonar l'artilleria, el bestiar i gran part del menjar, portant part dels seus soldats a motí. Després de robar l'alcohol, alguns dels soldats suecs s'emborratxaren, i Lewenhaupt fou forçat a deixar aproximadament 1.000 d'ells en els boscos. Finalment s'uniren amb les forces de Carles, el 19 d'octubre (8 d'octubre C.J.), pràcticament sense subministraments i amb només 6.000 homes, augmentant el problema dels subministraments. Això es veu com una de les competències més importants de la batalla.
Un altre efecte de la batalla de Lesnaia fou que convencé a l'exèrcit rus que podia plantar cara als soldats suecs. Aquesta confiança novament trobada els ajudaria moralment durant la campanya de 1709 en la qual destruïren el principal exèrcit suec. Pere es referia a Lesnaia com "la mare de la batalla de Poltava."

## Nota sobre la data exacta de la batalla
Suècia tenia el seu propi calendari entre 1700 i 1712, així al Calendari suec la batalla de Lesnaia va tenir lloc el 29 de setembre, de 1708. Segons el Calendari julià utilitzat en aquella època a Rússia, la batalla va tenir lloc el 28 de setembre, de 1708.